# Durham HepData Project
Das Durham HepData Project, abgeleitet von Durham High Energy Physics Database ‚Durham-Hochenergiephysik-Datenbank‘, ist eine frei zugängliche Datenbank der University of Durham in England, in der Versuchsresultate aus der experimentellen Teilchenphysik zur Verfügung gestellt werden. Sie wurde 2016 durch HEPData abgelöst, eine Datenbank, die dieselbe Funktion übernimmt.

## Geschichte
Die Datenbank wurde ungefähr 1975 ins Leben gerufen. Ein über fünf Jahre laufender Zuschuss der Semiconductor Research Corporation (SRC) erlaubte Daten von Streuexperimenten in der Datenbank abzulegen, die zuvor im Besitz von mehreren verschiedenen Institutionen waren. Die Datenbankverwaltung wurde zusammen mit der Particle Data Group an der University of California in Berkeley entwickelt. In den 1980er-Jahren wurde die Datenbank mit einer Batchverarbeitung auf dem Zentralrechner des Rutherford Labs in England betrieben. Danach lief die Datenbank auf mehreren Plattformen, bis sie 2005 mit MySQL und Java vollständig neu aufgesetzt wurde. Ab 2016 wurde die Datenbank vom Nachfolger HEPData abgelöst, der am CERN gehostet ist.

## Struktur
Die Datenbank hat den Zweck publizierte Daten von aufwändigen Streuexperimenten öffentlich zur Verfügung zu stellen. Für die Datenbank wurden grafisch dargestellte Daten in numerische Werte umgewandelt, damit exakte Vergleiche zwischen den verschiedenen Datensätzen möglich sind. Die Daten stammen von mehreren Tausen experimenten, darunter auch diejenigen des Large Hadron Collider (LHC) am Europäischen Kernforschungszentrum CERN bei Genf.

## Weblink
- The Durham HepData Project. Durham University (englisch, Zugangsseite der Datenbank).
- HEPData. (Nachfolger des Durham-HepData-Projektes).